# Stephanie Del Valle
Pour les articles homonymes, voir Del Valle.
Stephanie Del Valle, née le 30 décembre 1996 à San Juan à Porto Rico, est une reine de beauté porto-ricaine, élue Miss Monde 2016.

## Biographie

### Jeunesse et études
Stephanie Del Valle est née le 30 décembre 1996 à San Juan à Porto Rico. Elle est la plus jeune fille de l'avocat Jesus del Valle et son épouse Diana Dia et a deux frères plus âgés. À l'âge de huit ans, elle voyage au Brésil comme ambassadrice de son pays dans le cadre du « Chœur des enfants de San Juan », à propos de la pauvreté des enfants résidant dans les pays sud-américains.
Pendant ses études, elle réside à New York et suit un programme spécial à l'université Pace où elle étudie le droit et la communication. Elle parle couramment 3 langues : l'espagnol, l'anglais et le français, cette dernière ayant été étudiée à l'Alliance française.

### Élection de Miss Monde 2016
Le 18 décembre 2016, elle devient à l'âge de 19 ans Miss Monde 2016, succédant ainsi à l'Espagnole Mireia Lalaguna. Sa première dauphine est la représentante de la République dominicaine Yaritza Miguelina Reyes Ramírez et la deuxième est Natasha Mannuela, représentant l'Indonésie. C'est la deuxième victoire portoricaine, après le titre de Wilnelia Merced quarante-et-une année plus tôt en 1975.